# Omar Rudberg
Omar Rudberg, nato Omar Josué González (Anaco, 12 novembre 1998), è un cantante e attore venezuelano naturalizzato svedese.

## Biografia
Nato ad Anaco, in Venezuela, è cresciuto a Puerto La Cruz, si è successivamente trasferito con la madre in Svezia, stabilendosi ad Åsa, nel comune di Kungsbacka.
È salito alla ribalta nel 2010, quando ha preso parte al talent show Talang, versione svedese del format televisivo Got Talent, dove ha raggiunto le semifinali prima di essere eliminato. Dal 2013 al 2017 è stato membro della boyband FO&O, con cui ha pubblicato due album e ha partecipato al Melodifestivalen 2017, il processo di selezione nazionale per l'Eurovision Song Contest, con il brano Gotta Thing About You.
Nel 2018 Rudberg ha avviato la sua carriera da solista, firmando un contratto discografico con la TEN, con cui ha pubblicato il singolo di debutto Que pasa, in collaborazione con il rapper svedese Lamix, seguito poi dal singolo La mesa in coppia con Elias Hurting. L'anno successivo prende parte al Melodifestivalen con il brano Om om och om igen. Nonostante l'eliminazione durante le semifinali, il brano è diventato il primo ingresso in classifica dell'artista: ha infatti raggiunto l'11ª posizione della Sverigetopplistan, ricevendo una certificazione d'oro dalla IFPI Sverige, equivalente a 40 000 unità vendute. Lo stesso ente gli ha assegnato una seconda certificazione d'oro per Dum, singolo uscito nel gennaio 2020.
Nel 2021 ha debuttato come attore nella serie televisiva svedese Young Royals sulla piattaforma streaming Netflix. L'anno successivo, invece, viene nuovamente confermato al Melodifestivalen con il brano Moving like That, venendo eliminato nelle semifinali.

## Vita privata
In un'intervista Rudberg ha affermato di non sentire il bisogno di etichettare la propria sessualità, dichiarando di aver avuto relazioni in passato sia con uomini che con donne.

## Discografia

### Da solista

#### Album in studio
- 2022 – OMR

#### EP
- 2021 – Omar Covers
- 2023 – Så mycket bättre 2023 - Tolkningarna
- 2024 – Every Night Fantasy

#### Singoli
- 2018 – Que pasa (con Lamix)
- 2018 – La mesa (con Elias Hurtig)
- 2019 – Om om och om igen
- 2019 – På min phone toda la noche
- 2020 - Läppar
- 2020 – Dum
- 2020 – Jag e nån annan
- 2020 – Lappar
- 2021 – Alla ba OUFF
- 2021 – It Takes a Fool to Remain Sane
- 2021 – Yo dije OUFF
- 2022 – Mi casa su casa
- 2022 – Moving like That
- 2022 - In the sunrise
- 2022 - Mama
- 2022 - Coast Side
- 2022 - La incondicial (con Benjamin Ingrosso)
- 2022 - Pull Up
- 2022 - Que puedo hacer
- 2022 - Como ayer
- 2022 - Breath
- 2023 – Call Me by Your Name
- 2023 – I'm So Exited
- 2023 – Happier
- 2023 – She Fell in Love in the Summer
- 2023 – Off My Mind
- 2024 – Red Light
- 2024 – Bye Bye
- 2024 – Talk
- 2024 – Sabotage
- 2024 – Girlfriend
- 2024 – Wrong
- 2024 – Lose Me
- 2024 – Luz roja
- 2025 – I'm Not a Boy/No soy un hombre

### FO&O
- 2014 – Off the Grid
- 2017 – FO&O

## Filmografia

### Televisione
- Young Royals – serie TV, 18 episodi (2021-2024)

### Cinema
- Karusell

## Riconoscimenti
- Festival del cinema di Stoccolma
  - 2021 – Candidatura alla stella nascente[12]